# 鹼黃鵪菜
碱黄鹤菜（学名：Youngia stenoma）为菊科黄鹌菜属下的一个种。

## 扩展阅读
- 維基物種上的相關：碱黄鹤菜